# Pachnobia riffelensis
Pachnobia riffelensis là một loài bướm đêm trong họ Noctuidae.